# Amtsbezirk Mistelbach
Der Amtsbezirk Mistelbach war eine Verwaltungseinheit im Weinviertel in Niederösterreich.
Der Amtsbezirk war der Kreisbehörde in Korneuburg unterstellt und besorgte deren Amtsgeschäfte vor Ort. Die Zuständigkeit erstreckte sich neben Mistelbach auf die damaligen Gemeinden Asparn, Bullendorf, Ebendorf, Eibesthal, Erdberg, Frättingsdorf, Gaunersdorf, Grafensulz, Herrnleis, Höbersdorf, Hörersdorf, Hüttendorf, Kettlasbrunn, Ladendorf, Lanzendorf, Niederleis, Michelstetten, Olgersdorf, Paasdorf, Schletz, Schrick, Siebenhirten und Wilfersdorf.
Der Amtsbezirk umfasste dabei 24 Gemeinden mit 21.198 Einwohnern (lt. Zählung von 1851).